# Torre Puerto Montt
La Torre Puerto Montt es un rascacielos de 110 metros de altura ubicado en la ciudad de Puerto Montt, capital de la Región de Los Lagos al sur de Chile, en la intersección de las calles Juan Soler Manfredini y Copiapó en el centro de la ciudad. Es la tercera del complejo comercial Mall Paseo Costanera, distribuyendo su altura en 31 plantas y 3 subterráneos, además de su spire.
Este rascacielos está siendo construido como parte del segundo gran proyecto de ampliación del Mall Paseo Costanera, el buque insignia del Holding Pasmar, desarrolladora de centros comerciales en el sur de Chile. Es el rascacielos más alto de la Región de Los Lagos y el octavo más alto fuera de la Región Metropolitana de Santiago.
El rascacielos fue diseñada para contar con un hotel, el cual ocupará gran parte de sus pisos ya construidos, un mirador para el público en su azotea y parte del centro comercial en sus primeros pisos,dos de los cuales ya abrieron sus puertas en septiembre de 2019. 
Como consecuencia de la pandemia de COVID-19, en 2020 fueron paralizadas las obras en la torre, la cual ya contaba con su obra gruesa en pie. El 4 de abril de 2023, aún sin reanudarse las obras, el holding Pasmar anunció que se retomaron los contactos con diversos operadores hoteleros para concretar el proyecto de hotel en la torre, el cual se espera que cuente con 170 habitaciones, además de salas de conferencia y el mirador anteriormente mencionado. No obstante, desde Pasmar también indicaron que no descartan la posibilidad de dar otro uso a las instalaciones construidas.